# Hassan al-Tambakti
Hassan Mohammed al-Tambakti (arabisch حسان محمد تمبكتي, DMG Ḥassān Muḥammad at-Tambaktī; * 9. Februar 1999) ist ein saudi-arabischer Fußballspieler.

## Karriere

### Klub
Er begann seine Karriere in der U23 von al-Shabab. Ende August 2019 wurde er von hier in die erste Mannschaft von al-Wahda verliehen. Anfang Oktober 2010 kehrte er zu seinem Stammklub zurück. Seit der Saison 2020/21 ist er Teil der ersten Mannschaft von al-Shabab.
Im August 2023 wechselte Tambakti für 11,5 Mio. Euro zum Rekordmeister Saudi-Arabiens Al-Hilal Riad und wurde somit zum teuersten saudi-arabischen Fußballspieler der Geschichte.

### Nationalmannschaft
Mit der U20 nahm er an der Weltmeisterschaft 2017 sowie an der U-19-Fußball-Asienmeisterschaft 2018 teil und gewann letzteres Turnier. Im Finale trug er die Kapitänsbinde. Bei der U-20-Fußball-Weltmeisterschaft 2019 trug er in jedem Spiel der Gruppenphase die Kapitänsbinde. Mit der U23 nahm an der Asienmeisterschaft 2020 teil.
Sein erster bekannter Einsatz für die A-Nationalmannschaft war am 10. August 2019 während der Westasienmeisterschaft 2019 bei einer 0:3-Niederlage im Gruppenspiel gegen Jordanien. Danach folgten Einsätze beim Golfpokal 2019 und Partien bei der Qualifikation für die Weltmeisterschaft 2022.